# Оскири
Оскѝри (на италиански: Oschiri; на сардински: Oscheri, Оскери, на местен диалект Oscari, Оскари) е малко градче и община в Южна Италия, провинция Сасари, автономен регион и остров Сардиния. Разположено е на 202 m надморска височина. Населението на общината е 3472 души (към 2010 г.).